# Walter Burghagen
Walter Burghagen (21 de setembro de 1891 - 13 de janeiro de 1971) foi um oficial alemão que serviu na força submarina nas duas guerras mundiais, sendo comandante de U-Boot durante a Segunda Guerra Mundial.

## Carreira militar
Walter Burghagen serviu na Marinha Imperial Alemã (Kaiserliche Marine) como um oficial de observação nos submarinos SM U-44, SM U-49 and SM U-50 no ano de 1916. Se tornou prisioneiro de guerra no mês de novembro de 1916, sendo libertado ao fim da Primeira Guerra, no mês de novembro de 1918.
Na Segunda Guerra Mundial comissionou o U-Boot U-219 da classe XB no dia 12 de dezembro de 1942.

### Primeira Patrulha de Guerra
Saiu em sua primeira patrulha de guerra no dia 22 de outubro de 1943 a partir de Bergen, retornando para a base de Bordeaux em 1 de janeiro de 1944 após 72 dias no Oceano Atlântico.

### Segunda Patrulha de Guerra
Após permanecer por meses na base de Bordeaux, saiu em sua segunda patrulha de guerra no dia 23 de agosto de 1944.
No dia 28 de setembro de 1944 foi atacado cinco vezes por três aeronaves do porta-aviões de escolta USS Tripoli, sendo ainda disparado um torpedo contra o U-Boot. Às 19h40min, uma aeronave norte-americana Avenger (VC-6 USN, piloto Lt W.R. Gillespie) foi abatida por fogo antiaereo disparado do U-219, matando os três homens que tripulavam a aeronave, sendo esta a última aeronave abatida por U-Boots lançadas de porta-aviões de escolta no Atlântico.
Encerou a sua segunda e última patrulha de guerra ao entrar na base de Batavia no dia 11 de dezembro de 1944, após ter permanecido no mar por 111 dias. O seu submarino foi tomado pelas forças japonesas em Jacarta, Indonésia no dia 8 de maio de 1945.

### Patentes
| Leutnant zur See      | 3 de agosto de 1914 |
| Korvettenkapitän (zV) |                     |

### Condecorações
| Cruz de Ferro 2ª Classe                        | agosto de 1916         |
| Cruz de Mérito da Guerra 2ª Classe com Espadas | 1 de setembro de 1941  |
| Spange 1939 da Cruz de Ferro 2ª Classe (1914)  | 5 de janeiro de 1944   |
| Distintivo da Guerra U-boot 1939               | 12 de dezembro de 1944 |

### Patrulhas
|       | Comandante | Partida               | Partida      | Chegada                | Chegada      | Dias     |
| ----- | ---------- | --------------------- | ------------ | ---------------------- | ------------ | -------- |
|       | U-219      | 5 de outubro de 1943  | Kiel         | 7 de outubro de 1943   | Kristiansand | 3 dias   |
|       | U-219      | 7 de outubro de 1943  | Kristiansand | 9 de outubro de 1943   | Bergen       | 3 dias   |
| 1     | U-219      | 22 de outubro de 1943 | Bergen       | 1 de janeiro de 1944   | Bordeaux     | 72 dias  |
| 2     | U-219      | 23 de agosto de 1944  | Bordeaux     | 11 de dezembro de 1944 | Batavia      | 111 dias |
| Total | Total      | Total                 | Total        | Total                  | Total        | 183 dias |